# 卡萨尔韦利诺
卡萨尔韦利诺（義大利語：Casal Velino），是意大利萨莱诺省的一个市镇。总面积21平方公里，人口5104人，人口密度243.0人/平方公里（2009年）。ISTAT代码为065028。